# Hejtmánkovice
Hejtmánkovice är en ort i Tjeckien. Den ligger i den nordöstra delen av landet, 140 km öster om huvudstaden Prag. Hejtmánkovice ligger 419 meter över havet och antalet invånare är 651.
Terrängen runt Hejtmánkovice är kuperad åt nordväst, men åt sydost är den platt. Hejtmánkovice ligger nere i en dal. Runt Hejtmánkovice är det ganska tätbefolkat, med 134 invånare per kvadratkilometer. Närmaste större samhälle är Broumov, 2,7 km sydost om Hejtmánkovice. Trakten runt Hejtmánkovice består till största delen av jordbruksmark.